# Cody Carnes
Cody Jay Carnes é um cantor evangélico americano, compositor e pastor de adoração .
Carnes começou sua carreira musical solo em 2017 após assinar com o Capitol Christian Music Groupcom o lançamento de seu álbum de estreia aclamado pela crítica, The Darker the Night / The Brighter the Morning . Seu segundo álbum de estúdio, Run to the Father, foi lançado em 2020. Run to the Father foi indicado ao Grammy de Melhor Álbum de Música Cristã Contemporânea no 63º Grammy Awards . 

Carnes também apareceu ao lado de Kari Jobe e Elevation Worship no single de sucesso " The Blessing ", que ganhou o GMA Dove Award por ter música de adoração gravada no 51º GMA Dove Awards e recebeu uma indicação para Best Contemporary Christian Music Performance / Song no 63º Grammy Awards.

## Carreira
Na época de 2010, Cody Carnes começou a  fazer músicas como membro da Gateway Worship, enquanto servia como um líder de adoração na Gateway Church, in Dallas, Texas. Em  2014, Carnes lançou the extended play, All He Says I Am.
Em 24 de fevereiro de 2017, o Capitol Christian Music Group anunciou que Cody Carnes havia assinado um contrato com a gravadora, enquanto lançava seu primeiro single chamado " The Cross Has the Final Word ",  na preparação para seu álbum de estreia previsto para lançamento. em 2017.  "The Cross Has the Final Word" estreou no 45º lugar na parada hot Christian Songs dos Estados Unidos.  Em 7 de abril de 2017, Carnes lançou "Hold It All" como o segundo single de seu álbum de estreia. 
Cody Carnes lançou " Til the End of Time " com Kari Jobe como o terceiro single de seu álbum de estreia no dia 16 de junho do ano 2017.  "Til the End of Time" estreou em 50º lugar na parada Hot Christian Songs dos Estados Unidos.  Em 14 de julho de 2017, Carnes lançou " What Freedom Feels Like " como o quarto single do seu álbum de estreia,  Dito ser intitulado The Darker the Night / The Brighter the Morning, e com o lançamento previsto para 15 de setembro de 2017, "What Freedom Feels Like" alcançou a quadrigésima  posição na parada das melhores músicas cristãs dos Estados Unidos. 
The Darker the Night / The Brighter the Morning foi lançado no dia 15 de setembro do ano de 2017.  Esse álbum estreou no 17º lugar no Top Christian Albums Chart dos Estados Unidos.  Em 14 de setembro de 2018, Kari Jobe e Cody Carnes lançaram " Cover the Earth " como um single autônomo.  A música alcançou a vigésima nona posição,  na parada das melhores músicas cristãs dos Estados Unidos. 
Em 4 de janeiro de 2019, Cody Carnes lançou " Nothing Else " como single.  "Nothing Else" alcançou a posição 31 na parada Hot Christian Songs dos EUA.  Carnes lançou seu segundo single do ano, "Heaven Fall", em 8 de março de 2019.  Em 26 de julho de 2019, Carnes lançou " Run to the Father " como single.  "Run to the Father" alcançou a posição 23 na parada de músicas cristãs quentes dos Estados Unidos.  Carnes lançou " Christ Be Magnified " como single em 1º de janeiro de 2020. 
"Christ Be Magnified" estreou em 45º lugar na parada Hot Christian Songs dos Estados Unidos.  Cody Carnes lançou seu segundo álbum de estúdio, Run to the Father, em 13 de março de 2020.  "Run to the Father" estreou no 12º lugar no Top Christian Albums Chart.  O álbum foi indicado ao Grammy de Melhor Álbum de Música Cristã Contemporânea  no 63º Grammy Awards . 
Em 20 de março de 2020, Cody Carnes ao lado de Kari Jobe e Elevation Worship lançaram " The Blessing " como single.  A música alcançou a segunda posição na parada Hot Christian Songs,  e a posição 15 na parada Bubbling Under Hot 100 .  "The Blessing" ganhou o GMA Dove Award por Worship Recorded Song of the Year no GMA Dove Awards de 2020 . A música também foi nomeada para Melhor Performance/Canção de Música Cristã Contemporânea no 63º Grammy Awards,  e Billboard music Award para Melhor Canção Cristã no Billboard Music Awards de 2021 . 
Em 28 de maio de 2021, Cody Carnes e Brandon Lake lançaram " Too Good to Not Believe " como single.  Em 20 de agosto de 2021, Carnes ao lado de Hillsong Worship e Reuben Morgan lançaram " Hope of the Ages " como single.  "Hope of the Ages" estreou em 49º lugar na parada Hot Christian Songs dos Estados Unidos.  Em 10 de dezembro de 2021, Cody Carnes lançou " Firm Foundation (He Won't) " como single. 

## Vida pessoal
Cody Carnes casou-se com Kari Jobe em 21 de novembro de 2014.  Eles têm dois filhos.  
1. ↑  Monger, Timothy. «Cody Carnes | Biography & History | AllMusic». AllMusic. All Media Network. Consultado em 1 de Junho de 2021
2. ↑  Chisum, John (23 de Fevereiro de 2018). «Cody Carnes on Songwriting, Worship, wife Kari Jobe, and His New Album "The Darker the Night/The Brighter the Morning" - Nashville Christian Songwriters». Nashville Christian Songwriters. Consultado em 1 de Junho de 2021
3. ↑  Clarks, Jessie (24 de Fevereiro de 2017). «Cody Carnes Releases Capitol CMG Debut Single - TCB». The Christian Beat. Consultado em 1 de Junho de 2021
4. ↑  Yap, Timothy (24 de Fevereiro de 2017). «Cody Carnes Releases Debut Single "The Cross Has the Final Word" : News : JubileeCast». JubileeCast. Consultado em 1 de Junho de 2021
5. ↑  «Hot Christian Songs Chart | Billboard». Billboard. Billboard-Hollywood Reporter Media Group. 2 de Maio de 2017. Consultado em 1 de Junho de 2021
6. 1 2  Andre, Jonathan (24 de Julho de 2017). «Cody Carnes – The Cross Has the Final Word/Hold It All/Til the End of Time/What Freedom Feels Like». 365 Days Of Inspiring Media. Consultado em 1 de Junho de 2021
7. ↑  Longs, Herb (16 de Junho de 2017). «Cody Carnes Teams Up With Kari Jobe In New Single "Till The End Of Time" - TCB». The Christian Beat. Consultado em 1 de Junho de 2021
8. ↑  «Hot Christian Songs Chart | Billboard». Billboard. Billboard-Hollywood Reporter Media Group. 4 de Julho de 2017. Consultado em 1 de Junho de 2021
9. ↑  Yap, Timothy (21 de Julho de 2017). «Details of Cody Carnes' Debut Studio Album Revealed : News : JubileeCast». JubileeCast. Consultado em 1 de Junho de 2021
10. ↑  «Hot Christian Songs Chart | Billboard». Billboard. Billboard-Hollywood Reporter Media Group. 13 de Fevereiro de 2018. Consultado em 1 de Junho de 2021
11. ↑  «MultiTracks Now Available for The Darker the Night / The Brighter the Morning by Cody Carnes». MultiTracks.com. MultiTracks LLC. 15 de Setembro de 2017. Consultado em 1 de Junho de 2021
12. ↑  «Top Christian Albums Chart | Billboard». Billboard. Billboard-Hollywood Reporter Media Group. 3 de Outubro de 2020. Consultado em 1 de Junho de 2021
13. ↑  Clarks, Jessie (14 de Setembro de 2018). «Kari Jobe And Cody Carnes Release New Single - TCB». The Christian Beat. Consultado em 1 de Junho de 2021
14. ↑  «Hot Christian Songs Chart | Billboard». Billboard. Billboard-Hollywood Reporter Media Group. 25 de Setembro de 2018. Consultado em 1 de Junho de 2021
15. ↑  «Louder Than The Music - Cody Carnes - Nothing Else». Louder Than The Music. 4 de Janeiro de 2019. Consultado em 1 de Junho de 2021
16. ↑  «Hot Christian Songs Chart | Billboard». Billboard. Billboard-Hollywood Reporter Media Group. 9 de Março de 2019. Consultado em 1 de Junho de 2021
17. ↑  Cluver, Ross (8 de Março de 2019). «Worship Leader Cody Carnes Releases 'Heaven Fall' | CCM Magazine». CCM Magazine. Consultado em 1 de Junho de 2021
18. ↑  Meade, Kelly (26 de Julho de 2019). «Music News: Cody Carnes Releases New Song "Run To The Father" – Today's Christian Entertainment». Today's Christian Entertainment. Consultado em 1 de Junho de 2021
19. ↑  «Hot Christian Songs Chart | Billboard». Billboard. Billboard-Hollywood Reporter Media Group. 24 de Março de 2020. Consultado em 1 de Junho de 2021
20. ↑  «Louder Than The Music - Cody Carnes - Christ Be Magnified - Single». Louder Than The Music. 1 de Janeiro de 2020. Consultado em 1 de Junho de 2021
21. ↑  «Hot Christian Songs Chart | Billboard». Billboard. Billboard-Hollywood Reporter Media Group. 14 de Janeiro de 2020. Consultado em 1 de Junho de 2021
22. ↑  Cluver, Ross (13 de Março de 2020). «Cody Carnes Released New Album 'Run To The Father' | CCM Magazine». CCM Magazine. Consultado em 1 de Junho de 2021
23. ↑  «Top Christian Albums Chart | Billboard». Billboard. Billboard-Hollywood Reporter Media Group. 24 de Março de 2020. Consultado em 1 de Junho de 2021
24. ↑  Clarks, Jessie (24 de Novembro de 2020). «Cody Carnes Reacts To Double GRAMMY Nominations - TCB». The Christian Beat. Consultado em 1 de Junho de 2021
25. ↑  Clarks, Jessie (21 de Março de 2020). «Kari Jobe, Cody Carnes & Elevation Worship Release "The Blessing (Live)"». The Christian Beat. Consultado em 1 de Junho de 2021
26. 1 2  «Hot Christian Songs Chart | Billboard». Billboard. Billboard-Hollywood Reporter Media Group. 2 de Junho de 2020. Consultado em 1 de Junho de 2021
27. ↑  Cluver, Ross (24 de Novembro de 2020). «Cody Carnes Earns 2 GRAMMY Nominations | CCM Magazine». CCM Magazine. Consultado em 1 de Junho de 2021
28. ↑  Longs, Herb (29 de Abril de 2021). «Billboard Music Awards Announce 2021 Nominees For Top Christian/Gospel Artist, Song & Album - TCB». The Christian Beat. Consultado em 1 de Junho de 2021
29. ↑  Longs, Herb (28 de Maio de 2021). «Cody Carnes & Brandon Lake Release "Too Good To Not Believe" - TCB». The Christian Beat. Consultado em 1 de Junho de 2021
30. ↑  Longs, Herb (20 de Agosto de 2021). «Hillsong Worship Releases "Hope Of The Ages" - TCB». The Christian Beat. Consultado em 1 de Setembro de 2021
31. ↑  «Hot Christian Songs Chart | Billboard». Billboard. Billboard-Hollywood Reporter Media Group. 31 de Agosto de 2021. Consultado em 1 de Setembro de 2021
32. ↑  Cluver, Ross (10 de Dezembro de 2021). «Cody Carnes Releases New Song 'Firm Foundation (He Won't)' | CCM Magazine». CCM Magazine. Consultado em 1 de Março de 2022
33. ↑  Yap, Timothy (22 de Novembro de 2014). «Kari Jobe and Cody Carnes Are Married : News : JubileeCast». JubileeCast. Consultado em 1 de Junho de 2021
34. ↑  Yap, Timothy (20 de Fevereiro de 2016). «Kari Jobe and Cody Carnes Welcome Their First Born Son : News : JubileeCast». JubileeCast. Consultado em 1 de Junho de 2021
35. ↑  «Kari Jobe & Cody Carnes Welcome Baby #2 - The Gospel Music Association». Gospel Music Association. 7 de Fevereiro de 2019. Consultado em 1 de Junho de 2021